# Балаклавка
Балакла́вка (укр. Балаклавка, крымскотат. Balıqlava özeni, Балыкълава озени) — река в юго-западном Крыму (Севастополь), впадающая в Балаклавскую бухту Чёрного моря. Длина реки, согласно данным, приведённым в книге 1855 года «Крым, с Севастополем, Балаклавой и другими его городами. С описанием рек, озёр, гор и долин; с его историей, жителями, их нравами и образом жизни» 1,75 версты (около 1,9 км) (на сайте Севприроднадзора общая протяжённость реки указана 7,8 км — вероятно, исходя из характера документа, это всё русло включая притоки.

## География
На географических картах река не подписана (хотя она показана и подписана на топографическом плане масштаба 1:2000), но рассматривается во многих некартографических источниках. Название Балаклавка относится к нижней части водотока, который образован в результате слияния трёх речек: Кади-су, Пелагос и Хун. Балаклавка течёт в южном направлении в пределах города Балаклавы и впадает в вершину Балаклавской бухты. У реки имеются экологические проблемы.

### Истоки реки
Кади-Су — название (по бывшему селу Кади-Кой) средней составляющей реки Балаклавка, в переводе с крымскотатарского — «река судьи». Начинается южнее шоссе Ялта — Севастополь, проходит на юг, образуя неглубокую балку.
Пелагос — правый приток Балаклавки. Пелагос в переводе с греческого — море. Детальные карты 1856 года указывают исторический исток Пелагоса (на картах водоток не подписан) из родника на восточном склоне горы Высота Горная, в 750 м западнее центра современного села Ушаковка. Однако некоторые современные источники утверждают, что истоки находились на восточном склоне ныне срытой горы, располагавшейся в одном километре к югу от села Ушаковка. Современный исток и современное русло реки показаны на Яндекс-картах (где река подписана как "Балаклавка"). Современный исток Пелагоса показан в 400 и на северо-восток о центра села Ушаковка за сельским кладбищем. Современное русло проходит там же, где и было в 1856 году, река течёт вдоль дороги Севастополь—Балаклава, на реке создано несколько прудов. В 100 м к северу от примыкания улицы 40 лет Октября к улице Новикова (уже в черте Балаклавы), Пелагос уходит в подземный коллектор. Река выходит из коллектора в 100 метрах от устья, где она впадает в реку Балаклавка. Устье располагается к юго-западу от школы № 30 им. Г.А. Рубцова. 
Хун — один из вариантов названия (также встречается Охун) левой составляющей реки. Протекает по северо-восточной части Балаклавы. Ряд исследователей связывает это название с названием древнего народа теле — хунь, представители которого якобы могли обитать в этой местности. Более вероятен вариант происхождения названия от иранского хун, в переводе означающего родник, водоем.